# لی جی هون
لی جی هون (کره‌ای: 이지훈؛ زادهٔ ۲۷ مارس ۱۹۷۹) خواننده و بازیگر اهل کره جنوبی است. از آثاری که در آنها ایفای نقش کرده‌است می‌توان به بخش قلب (۲۰۰۷–۲۰۰۸) و آه گوم‌بی من (۲۰۱۶–۲۰۱۷) اشاره کرد.

## فیلم‌شناسی

### فیلم
| سال  | عنوان                  | نقش           | منابع |
| ---- | ---------------------- | ------------- | ----- |
| ۲۰۰۴ | رقبای دوست‌داشتنی       | کوان سانگ چون | [ ۲ ] |
| ۲۰۰۴ | کمیسر مخفی سلطنتی جدید | صدا           | [ ۲ ] |
| ۲۰۰۵ | رؤیای خیس ۲            | کانگ بونگ گو  | [ ۲ ] |
| ۲۰۱۳ | دوستان خوب             | جون اوه       | [ ۲ ] |
| ۲۰۲۲ | رسپی آیدل              | به جه سونگ    | [ ۳ ] |

### مجموعه تلویزیونی
| سال       | عنوان                        | نقش            | شبکه    |
| --------- | ---------------------------- | -------------- | ------- |
| ۲۰۰۵      | زندگی فوق‌العاده              | مین دو یون     | ام‌بی‌سی  |
| ۲۰۰۶–۲۰۰۷ | بیلی جین، به من نگاه کن      | چوی هه سونگ    | ام‌بی‌سی  |
| ۲۰۰۷      | سلام! خانم                   | هوانگ دونگ گیو | کی‌بی‌اس۲ |
| ۲۰۰۷–۲۰۰۸ | بخش قلب                      | لی دونگ گوان   | ام‌بی‌سی  |
| ۲۰۰۸–۲۰۰۹ | تو سرنوشت منی                | کیم ته پونگ    | کی‌بی‌اس۱ |
| ۲۰۰۹      | Can't Stop Now               | نو سو ری       | ام‌بی‌سی  |
| ۲۰۱۰      | امپراطور افسانه‌ها            | هه گون         | کی‌بی‌اس۱ |
| ۲۰۱۱      | درام ویژه «جنایتکاران یکسان» | ها سانگ وون    | کی‌بی‌اس۲ |
| ۲۰۱۱–۲۰۱۲ | دختر من                      | اون چه وان     | اس‌بی‌اس  |
| ۲۰۱۲–۲۰۱۳ | ماسک شیشه‌ای                  | کیم سون جه     | تی‌وی‌ان  |
| ۲۰۱۳      | تو بهترینی                   | کیم یونگ هون   | کی‌بی‌اس۲ |
| ۲۰۱۶      | جانگ یونگ شیل                | جانگ هی جه     | کی‌بی‌اس۱ |
| ۲۰۱۶–۲۰۱۷ | آه گوم‌بی من                  | چا چی سو       | کی‌بی‌اس۲ |

### مجموعه اینترنتی
| سال  | عنوان           | پلتفرم | نقش    | توضیحات            | منابع |
| ---- | --------------- | ------ | ------ | ------------------ | ----- |
| ۲۰۲۱ | فرار بزرگ بک‌دول | یوتیوب | میزبان | همراه کوان هیوک-سو | [ ۴ ] |

### برنامه رادیویی
| سال  | عنوان                          | شبکه             | نقش       | توضیحات         | منابع |
| ---- | ------------------------------ | ---------------- | --------- | --------------- | ----- |
| ۲۰۲۱ | صبح زیبا، من کیم چانگ-وان هستم | اس‌بی‌اس پاور اف‌ام | دی‌جی ویژه | ۱۰ اوت – ۱۱ اوت | [ ۵ ] |